# 자이로 기어루스
자이로 기어루스(Gyro Gearloose)는 도널드 덕, 스크루지 맥덕, 휴이, 듀이, 루이와 관계가 많은 닭의 모습을 한 발명가이다. 항상 그의 축소형 전구로봇과 같이 다니며, 길거리에서 자신이 발명한 것들을 팔곤 한다. 그는 머리가 명석해 소리 먹는 기계, 뻥튀기 기계, 꿈기계, 동물용 인간지능약 등을 발명하는데, 도널드 덕과 그와 관계가 많은 오리들만 그 발명품을 산다. 성격이 좋아 거의 화를 내지 않는다. 그의 무기는 뭐니 뭐니 해도 망치, 드라이버 등 여러 가지 연장들이다.